# Rubilio Castillo
Román Rubilio Castillo Álvarez (ur. 26 listopada 1991 w La Ceiba) – honduraski piłkarz grający na pozycji napastnika w klubie Deportivo Pereira oraz reprezentacji Hondurasu.

## Kariera
Dorosłą karierę rozpoczynał w CDS Vida. Podczas pięcioletniego pobytu był wypożyczony na rok do Deportes Savio. Następnie przeniósł się do FC Motagua. W klubie rozegrał ponad 150 meczów, zdobywając ponad 80 bramek. Wywalczył dwa tytuły Apertura i jeden Clausura w Liga Nacional. W 2019 roku przeniósł się do Saprissy. Potem zaliczył transfer do portugalskiego  CD Tondela. Aktualnie jest wypożyczony do FC Motagua.
W reprezentacji Hondurasu zadebiutował 4 lutego 2015 roku w meczu z Wenezuelą. 6 czerwca 2015 roku zdobył pierwszego gola w starciu z Paragwajem. Został powołany na Złoty Puchar CONCACAF 2015 i 2019.